# Biscogniauxia dennisii
Biscogniauxia dennisii är en svampart som först beskrevs av Zdeněk Pouzar, och fick sitt nu gällande namn av Zdeněk Pouzar 1979. Biscogniauxia dennisii ingår i släktet Biscogniauxia och familjen kolkärnsvampar.   Inga underarter finns listade i Catalogue of Life.